# ميلودي أندرسون
ميلودي أندرسون (بالإنجليزية: Melody Anderson)‏ هي عاملة إجتماعية وخطيبة وممثلة كندية وأمريكية، ولدت في 3 ديسمبر 1955 بإدمونتون في كندا.

## أعمال

### أفلام
- (1986) ذا بوي ان بلو

### مسلسلات
- حرب النجوم غالاكتيكا
- دالاس

## وصلات خارجية
- ميلودي أندرسون على موقع IMDb (الإنجليزية)
- ميلودي أندرسون على موقع ألو سيني (الفرنسية)
- ميلودي أندرسون على موقع أول موفي (الإنجليزية)
- ميلودي أندرسون على موقع قاعدة بيانات الأفلام السويدية (السويدية)
- ميلودي أندرسون على موقع قاعدة بيانات الفيلم (الإنجليزية)
- ميلودي أندرسون على موقع كينوبويسك (الروسية)